# Niyola
Eniola Akinbo (sinh ngày 9 tháng 12 năm 1985), được gọi là Niyola chuyên nghiệp, là một ca sĩ và nhạc sĩ người Nigeria.

## Đầu đời và sự nghiệp
Eniola Akinbo sinh ra ở Lagos, vào ngày 9 tháng 12 năm 1985. Là con út trong số mười người con, cô đã từng hát trong nhà thờ với anh chị em của mình và được truyền cảm hứng để theo đuổi sự nghiệp âm nhạc sau khi tham dự buổi hòa nhạc Funmi Adams. Niyola nổi lên á quân trong cuộc thi Amen Starlet năm 2000. Cô bắt đầu sự nghiệp âm nhạc chuyên nghiệp của mình vào năm 2005, và nhanh chóng được liên kết với eLDee Trybe Records. Sau thời gian làm việc tại Trybe, cô đã ký hợp đồng sản xuất với Make Sum Noise Entertainment. Ba đĩa đơn đầu tiên của Niyola "Me n U (In Da Club)", "No More" và "Dem Say" đã được phát hành dưới dấu ấn. Năm 2012, Niyola đã ký hợp đồng thu âm với Empire Mates Entertainment. Vào ngày 22 tháng 5 năm 2013, cô đã phát hành đĩa đơn "Toh Bad", bản phát hành đầu tiên của cô dưới nhãn hiệu này.

## Danh sách đĩa hát

### Đĩa đơn
| Năm  | Chức vụ                                      | Album                                  |
| 2012 | Đừng trì hoãn tôi (Đừng đến đó)              | Album Empire State Of Mind (Tính năng) |
| 2013 | Làm người yêu anh nhé                        | R & BW của Banky W (Tính năng)         |
| 2013 | Toh xấu                                      | Độc thân                               |
| 2013 | Khùng                                        | Độc thân                               |
| 2013 | Belle No Be Showlass ft. Vương quốc âm thanh | Độc thân                               |
| 2014 | Miễn bình luận                               | Độc thân bởi Lynxxx (Tính năng)        |
| 2014 | Yêu để yêu bạn ft. Ngân hàng W               | Độc thân                               |

## Phần thưởng và đề cử
| Năm  | Lễ trao giải         | Mô tả giải thưởng | Các kết quả |
| ---- | -------------------- | --- | ----------- |
| 2013 | Những người đứng đầu | style="background: #FDD; color: black; vertical-align: middle; text-align: center; " class="no table-no2"\|Đề cử          |             |
| 2013 | Giải thưởng Nigeria  | style="background: #FDD; color: black; vertical-align: middle; text-align: center; " class="no table-no2"\|Đề cử          |             |
| 2014 | Giải thưởng Nigeria  | style="background: #99FF99; color: black; vertical-align: middle; text-align: center; " class="yes table-yes2"\|Đoạt giải |             |